# Borek (Wielopole)
Borek – przysiółek Wielopole w Polsce, położona w województwie małopolskim, w powiecie dąbrowskim, w gminie Olesno.
Dawniej samodzielna wieś i część gminy jednostkowej Wielopole-Borek.
W latach 1975–1998 miejscowość administracyjnie należała do województwa tarnowskiego.